# Дорошенко Павло Якович
Павло Якович Дорошенко (1915—1944) — радянський льотчик штурмової авіації, заступник командира ескадрильї 955-го штурмового авіаційного полку 305-ї штурмової авіаційної дивізії 17-ї повітряної армії 3-го Українського фронту, старший лейтенант. Герой Радянського Союзу.

## Біографія
Народився в Райському, що на Донеччині.
Здійснив 93 бойових вильоту і 17 розвідувальних. Учасник битви на Курській дузі. Звільняв Донбас. Знищив 3 літаки, 6 танків, 63 автомобіля, 17 знарядь, 47 возів зі снарядами, 27 мінометів, до 500 солдатів і офіцерів противника.
27 жовтня 1944 року Павло Якович загинув в небі Естонії. Похований у місті Єлгава (Латвія).

## Пам'ять
- У місті Дружківка ім'ям Героя названі вулиця і школа № 11, на будівлі якої встановлена меморіальна дошка.
- У селищі міського типу Райське встановлено його бюст.

## Нагороди
- Указом Президії Верховної Ради СРСР від 1 липня 1944 року за зразкове виконання бойових завдань командування на фронті боротьби з німецько-фашистськими загарбниками і проявлені при цьому мужність і героїзм старшому лейтенанту Павлу Яковичу Дорошенко присвоєно звання Героя Радянського Союзу з врученням ордена Леніна і медалі «Золота Зірка» (№ 2703).
- Нагороджений також двома орденами Червоного Прапора, орденами Олександра Невського, Вітчизняної війни 1-го і 2-го ступеня, Червоної Зірки.